# Avenue Louis Ceusters
L'avenue Louis Ceusters (en néerlandais: Louis Ceusterslaan) est une avenue bruxelloise de la commune de Woluwe-Saint-Pierre en impasse qui débute rue de la Cambre sur une longueur totale de 240 mètres.

## Historique et description

### Origine du nom
Louis Ceusters né à Anvers le 9 novembre 1860, instituteur puis directeur de l'École du Centre de 1900 à 1921.